# Ligue des champions féminine de l'OFC
La Ligue des champions féminine de l'OFC est une compétition annuelle de football féminin organisée par la Confédération du football d'Océanie (OFC) et regroupant les meilleurs clubs d'Océanie. 

## Histoire
La première édition de la Ligue des champions féminine de l'OFC se déroule du 1er au 10 juin 2023 à Port Moresby en Papouasie-Nouvelle-Guinée. La compétition réunit cinq équipes. Elle se conclut sur la victoire du club calédonien de l'AS Academy féminine.
La deuxième édition se tient en mars 2024 aux Îles Salomon ; le club néo-zélandais d'Auckland United s'impose en finale contre les Papouasiennes du Hekari United sur le score de 1-0.

## Palmarès

### Palmarès par édition
| N° | Édition | Pays hôte                 | Vainqueur           | Deuxième      | Lieu                                    |
| -- | ------- | ------------------------- | ------------------- | ------------- | --------------------------------------- |
| 1  | 2023    | Papouasie-Nouvelle-Guinée | AS Academy          | Hekari United | Sir Hubert Murray Stadium, Port Moresby |
| 2  | 2024    | Îles Salomon              | Auckland United     | Hekari United | National Stadium (en), Honiara          |
| 3  | 2025    | Tahiti                    | Auckland United (2) | Hekari United | Stade Pater Te Hono Nui, Pirae          |
| 4  | 2026    | Îles Salomon              |                     |               |                                         |

### Palmarès par club
|   | Club            | Titres         | Deuxièmes places     |
| - | --------------- | -------------- | -------------------- |
| 1 | Auckland United | 2 (2024, 2025) | 0                    |
| 2 | AS Academy      | 1 (2023)       | 0                    |
| 3 | Hekari United   | 0              | 3 (2023, 2024, 2025) |

### Palmarès par nation
|   | Club                      | Titres         | Deuxièmes places     |
| - | ------------------------- | -------------- | -------------------- |
| 1 | Nouvelle-Zélande          | 2 (2024, 2025) | 0                    |
| 2 | Nouvelle-Calédonie        | 1 (2023)       | 0                    |
| 3 | Papouasie-Nouvelle-Guinée | 0              | 3 (2023, 2024, 2025) |